# Juan José Alvarado
Juan José Alvarado   (ur. 1798 w Ciudad de la Esperanza, zm. 1857 w Gracias) – prezydent Hondurasu w dniach 15 – 28 kwietnia 1839 roku. Swój urząd pełnił jedynie tymczasowo. 27 kwietnia złożył rezygnację ze stanowiska. Nim został prezydentem pracował jako geodeta i sędzia.